# The Incredible Hulk (1996)
The Incredible Hulk is een animatieserie uit 1996, gebaseerd op het fictieve Marvel Comics personage de Hulk.

## Productie
In 1996 besloot NPC een nieuwe animatieserie over de Hulk te maken (de laatste was de The Incredible Hulk serie uit 1982). Lou Ferrigno, de acteur die de rol van de Hulk speelde in de live-action serie The Incredible Hulk keerde voor deze animatieserie terug, maar nu als de stem van de Hulk. De serie werd voortgezet vanaf het concept uit het Marvel Comics universum, en bevatte veel gastoptredens van andere Marvel stripfiguren.
Vanaf het tweede seizoen paste UPC de serie aan, aangezien men het eerste seizoen te “donker” vond. Om ook een ander publiek aan te spreken werd in het tweede seizoen She-Hulk toegevoegd aan de serie en veranderde de naam van de serie in The Incredible Hulk and She-Hulk. In deze animatieserie maakte ook Grey Hulk, een van de Hulks andere incarnaties, zijn tv-debuut.
Veel kijkers vonden het tweede seizoen echter inferieur aan het eerste. Na 21 afleveringen werd de serie stopgezet. De serie werd in 2003 nog even kort uitgezonden naar aanleiding van het uitkomen van de Hulk film.

## Verhaal

### Seizoen 1
Aan het begin van seizoen 1 is Banner reeds de Hulk en op de vlucht voor het leger. Hij valt in de handen van de Leader, maar hij weet aan hem te ontsnappen. Hij reist de Verenigde Staten af en zelfs naar Canada. Hij ontmoet anderen die gelijke problemen hebben als hij en moet zelfs samenwerken met zijn vijand Gargoyle om een tegengif te bemachtigen voor een ziekte die bijna het leven kost van Hulk’s vriendin Betty Ross en vele anderen. Zelfs Banners familie is niet veilig voor de terreur die het feit dat hij de Hulk is met zich meebrengt. Zo wordt zijn nichtje Jennifer Walters dusdanig verwond door Dr. Doom dat Banner haar een bloedtransfusie moet geven om haar te redden. Dit verandert haar in She-Hulk.
In de loop van de serie staan een aantal verhaallijnen centraal:
- Betty’s poging om een Gamma Neutriant Bath te maken dat Banner kan scheiden van de Hulk.

- De Leader’s samenwerking met de Gargoyle, die langzaam steeds moeizamer verloop.

- General Ross’s tijdelijke alliantie met Agent Gabrielle van S.H.I.E.L.D.

Alle afzonderlijke verhaallijnen komen op het eind samen in de driedelige finale Darkness and Light, waarin Betty er eindelijk in slaagt Banner en de Hulk te scheiden. Dit komt echter met een prijs: de Hulk is nu een compleet hersenloos losgeslagen wezen. De Leader weet eindelijk de kracht van de Hulk te bemachtigen, maar kan deze niet beheersen en is gedwongen het weer op te geven. Bovendien blijk dat Banner en de Hulk beide zullen sterven als ze niet weer een worden. Tijdens het experiment om de twee weer te versmelten gaat er wat mis. Banners vriend Rick Jones verandert in een hulkachtig wezen en Banner in de grijze hulk.

### Seizoen 2
The Incredible Hulk and She-Hulk begint waar het eerste seizoen eindigde. Grey Hulk wordt opgejaagd door Generaal Ross in de bergen, maar een lawine doet Ross in een coma belanden. Banner wordt gearresteerd en schakelt Jennifer (nu She-Hulk) in om hem te helpen. Na iedereen in de rechtszaal te hebben gered van een aanval bij Leader sporen Jennifer en Banner Rick op en maken hem weer normaal.
De rest van het seizoen bestaat uit een aantal losse afleveringen waarin She-Hulk en Hulk onder andere Dr. Strange ontmoeten en weer met Dr. Doom vechten. Grey Hulk neemt het alias van "Mr. Fixit" aan.

## Seizoen 1 vs Seizoen 2
Het eerste seizoen had een behoorlijk duistere ondertoon in de verhaallijn. De Ghost Rider, een nog steeds relatief populair personage van Marvel, verscheen in de serie in de aflevering Innocent Blood, een van de donkerste afleveringen.
Tijdens het tweede seizoen werd de ondertoon van de verhalen drastisch veranderd. Dit in de hoop de serie populairder te maken bij een groter publiek. Deze beslissing bleek uiteindelijk een verkeerde. De serie kreeg negatieve kritieken en werd snel stopgezet. Rick Jones en Doc Samson verdwenen in seizoen twee uit de serie. Betty Ross werd een minder belangrijk personage.

## Cast

### Seizoen 1
- Bruce Banner (Neal McDonough)
- Hulk (Lou Ferrigno)
- Betty Ross (Genie Francis)
- Betty Ross #2 (Philece Sampler)
- Rick Jones (Luke Perry)
- Generaal Thunderbolt Ross (John Vernon)
- Major Glenn Talbot (Kevin Schon)
- Leader (Matt Frewer)
- Gargoyle (Mark Hamill)
- Abomination (Kevin Schon)
- Agent Gabriel Jones (Thom Berry)
- Dr. Leonard Samson (Shadoe Stevens)
- Mitch McCutcheon/ZZZAX (Michael Bell)
- Tony Stark/Iron Man (Robert Hays)
- Jim Rhodes/War Machine (Dorian Harewood)
- H.O.M.E.R. (Tom Kane)
- Ghost Rider/Danny Ketch (Richard Grieco)
- Dr. Walter Langkowski (Peter Strauss)
- Sasquatch (Clancy Brown)
- John (Eric Vesbit)
- Taylor (Leigh Baker Bailey)
- She-Hulk/Jennifer Walters (Lisa Zane)
- Dr. Doom (Simon Templeman)
- Mr. Fantastic/Reed Richards (Beau Weaver)
- The Thing/Ben Grimm (Chuck McCann)
- Ogress (Kathy Ireland)
- Dr. Donald Blake (Mark L. Taylor)
- Thor (John Rhys-Davies)
- Abomination #2 (Richard Moll)
- Jefferson Whitedeer (Michael Horse)
- Wendigo (Leeza Miller)
- Samuel Laroquette (Kevin Schon)

### Seizoen 2
- She-Hulk/Jennifer Walters (Cree Summer)
- Grey Hulk (Michael Donovan)
- Mr. Walters (Stan Lee)
- Dr. Strange (Maurice LaMarche)
- Miss Allure (Jennifer Hale)
- Absorbing Man/Crusher Creel (Jim Cummings)
- The Hybrid (Dawnn Lewis)

## Afleveringen

### Seizoen 1
1. The Return of the Beast, Part 1
2. The Return of the Beast, Part 2
3. Raw Power
4. Helping Hand, Iron Fist
5. Innocent Blood
6. Man to Man, Beast to Beast
7. Doomed
8. Fantastic Fortitude
9. Mortal Bounds
10. And the Wind Cries...Wendigo!
11. Darkness and Light, Part 1
12. Darkness and Light, Part 2
13. Darkness and Light, Part 3

### Seizoen 2
1. Hulk of a Different Color
2. Down Memory Lane
3. Mind Over Anti-Matter
4. They Call Me Mr. Fixit
5. Fashion Warriors
6. Hollywood Rocks
7. The Lost Village
8. Mission: Incredible